# Atherigona pendleburyi
Atherigona pendleburyi este o specie de muște din genul Atherigona, familia Muscidae, descrisă de Malloch în anul 1935. Conform Catalogue of Life specia Atherigona pendleburyi nu are subspecii cunoscute.